# البطلة النقية
البطلة النقية (بالإنجليزية: Pure Heroine)‏ هو أول ألبوم للفنانة النيوزيلندية لورد. وقد أُطلِق في 27 سبتمبر 2013، من إنتاج مجموعة يونيفرسال الموسيقية. النسخة المطولة للإلبوم صدرت في 13 ديسمبر،2013. لورد تعاونت مع جويل ليتل وبيقان على المشروع في 2012. بعد أن صدرت أول أسطوانة مطولة لها والأغنية المنفردة الرئيسية «ملكيون» عام 2013, قاموا بمواصلة الكتابة والإنتاج. البطلة النقية هو إلكترونيكا ودريم بوب وإلكتروبوب، ألبوم يتمحور حول الحد الأدنى من الإنتاج، الإيقاع العميق والدقات المبرمجة. غنائي، يناقش الألبوم الشباب وإنتقادات الثقافة السائدة.

## الشهادات والمبيعات
| المنطقة          | الشهادة             | المبيعات  |
| ---------------- | ------------------- | --------- |
| أستراليا         | ×2 أسطوانة بلاتينية | 140,000   |
| النمسا           | أسطوانة بلاتينية    | 15,000    |
| البرازيل         | أسطوانة ذهبية       | 20,000    |
| كندا             | ×2 أسطوانة بلاتينية | 160,000   |
| كولومبيا         | أسطوانة ذهبية       | 10,000    |
| فرنسا            | أسطوانة ذهبية       | 50,000    |
| ألمانيا          | أسطوانة ذهبية       | 100,000   |
| المكسيك          | أسطوانة ذهبية       | 30,000    |
| نيوزيلندا        | ×5 أسطوانة بلاتينية | 75,000    |
| بولندا           | أسطوانة ذهبية       | 10,000    |
| السويد           | أسطوانة ذهبية       | 20,000    |
| المملكة المتحدة  | أسطوانة ذهبية       | 100,000   |
| الولايات المتحدة | ×2 أسطوانة بلاتينية | 1,500,000 |

## تاريخ الإصدار
| المنطقة          | التاريخ        | نوع الإصدار          | النسخ   | الشركة المنتجة |
| ---------------- | -------------- | -------------------- | ------- | -------------- |
| ألمانيا          | 27 سبتمبر 2013 | قرص مضغوط تحميل رقمي | العادية | يونيفرسال      |
| نيوزيلندا        | 27 سبتمبر 2013 | قرص مضغوط تحميل رقمي | العادية | يونيفرسال      |
| كوريا الجنوبية   | 30 سبتمبر 2013 | تحميل رقمي           | العادية | يونيفرسال      |
| الولايات المتحدة | 30 سبتمبر 2013 | قرص مضغوط تحميل رقمي | العادية | لافا ريببلك    |
| ألمانيا          | 25 أكتوبر 2013 | قرص مضغوط تحميل رقمي | العادية | يونيفرسال      |
| جمهورية أيرلندا  | 25 أكتوبر 2013 | قرص مضغوط تحميل رقمي | العادية | فيرجن          |
| كوريا الجنوبية   | 28 أكتوبر 2013 | قرص مضغوط            | العادية | يونيفرسال      |
| المملكة المتحدة  | 28 أكتوبر 2013 | قرص مضغوط تحميل رقمي | العادية | فيرجن          |
| ألمانيا          | 1 نوفمبر 2013  | إل بي                | العادية | يونيفرسال      |
| المملكة المتحدة  | 11 نوفمبر 2013 | إل بي                | العادية | فيرجن          |
| أستراليا         | 15 نوفمبر 2013 | إل بي                | العادية | يونيفرسال      |
| نيوزيلندا        | 15 نوفمبر 2013 | إل بي                | العادية | يونيفرسال      |
| الولايات المتحدة | 19 نوفمبر 2013 | إل بي                | العادية | لافا ريببلك    |
| تايوان           | 19 نوفمبر 2013 | قرص مضغوط تحميل رقمي | العادية | يونيفرسال      |
| كندا             | 13 ديسمبر 2013 | تحميل رقمي           | المُطولة | يونيفرسال      |
| الولايات المتحدة | 13 ديسمبر 2013 | تحميل رقمي           | المُطولة | يونيفرسال      |
| أستراليا         | 16 ديسمبر 2013 | تحميل رقمي           | المُطولة | يونيفرسال      |
| بلجيكا           | 16 ديسمبر 2013 | تحميل رقمي           | المُطولة | يونيفرسال      |
| فنلندا           | 16 ديسمبر 2013 | تحميل رقمي           | المُطولة | يونيفرسال      |
| ألمانيا          | 16 ديسمبر 2013 | تحميل رقمي           | المُطولة | يونيفرسال      |
| إسبانيا          | 16 ديسمبر 2013 | تحميل رقمي           | المُطولة | يونيفرسال      |
| سويسرا           | 16 ديسمبر 2013 | تحميل رقمي           | المُطولة | يونيفرسال      |
| اليابان          | 19 فبراير 2014 | قرص مضغوط تحميل رقمي | العادية | يونيفرسال      |

## روابط خارجية
- البطلة النقية على موقع ميتاكريتيك (الإنجليزية)
- البطلة النقية على موقع أول موفي (الإنجليزية)